# Tapecua-Blattohrmaus
Die Tapecua-Blattohrmaus (Tapecomys primus) ist eine in Bolivien lebende Nagetierart aus der Gruppe der Neuweltmäuse. Sie wurde erst 2000 wissenschaftlich beschrieben.
Es sind relativ große Vertreter der Neuweltmäuse. Sie erreichen eine Kopfrumpflänge von 12 bis 14 Zentimetern, der Schwanz ist geringfügig länger. Das Gewicht beträgt rund 90 Gramm. Ihr Fell ist an der Oberseite braun gefärbt, die Unterseite ist heller. Verglichen mit anderen Neuweltmäusen ist ihre Fellfärbung unauffällig. Die Vorderpfoten sind weiß und die Hinterpfoten braun gefärbt und relativ groß. Die Ohren sind relativ groß.
Die Art ist bislang nur von einem Fundort im bolivianischen Departamento Tarija bekannt. Ihr Lebensraum sind feuchte Wälder in rund 1500 Metern Seehöhe. Über die Lebensweise dieser Art ist bislang nichts bekannt.
Ihre nächsten Verwandten dürften die Gattungen Andalgalomys und Salinomys sein.